# 小行星7440
小行星7440（英語：7440 Zavist）是一颗围绕太阳公转的小行星。1995年3月1日，米洛什·季希在克列特发现了此天体。
这颗小行星的绝对星等为319.7641794711795等。